# Moeda
Moeda là một đô thị thuộc bang Minas Gerais, Brasil. Đô thị này có diện tích 154,228 km², dân số năm 2007 là 4506 người, mật độ 31,8 người/km².